# Cosmopterix pulchrimella
Cosmopterix pulchrimella là một loài bướm đêm thuộc họ Cosmopterigidae. Loài này có ở Hoa Kỳ (từ Massachusetts và miền nam Wyoming về phía nam tới miền nam Florida và miền nam Arizona, Michigan, New Mexico) và Canada. Nó hiện diện từ vùng Địa Trung Hải, từ Bồ Đào Nha tới miền tây Nam Kavkaz, về phía bắc tới Thụy Sĩ và Hungary. Nó cũng được ghi nhận từ Açores, quần đảo Canary và Madeira.Ấu trùng ăn các loài Parietaria officinalis, Parietaria pensylvanica và Pilea pumila. Chúng ăn lá cây nơi chúng sống.